# Rocafort metróállomás
Rocafort egyike a Spanyolországban található barcelonai metró metróállomásainak.

## Metróvonalak
Az állomást az alábbi metróvonalak érintik:
- 1-es metróvonal

## Kapcsolódó állomások
Az állomáshoz az alábbi állomások vannak a legközelebb:
- Espanya (Hospital de Bellvitge, 1-es metróvonal)
- Urgell (Fondo, 1-es metróvonal)

## Megjelenése a kultúrában
Az állomás A végállomás a halál című horror-thriller cselekményének helyszíne.